# 适航性

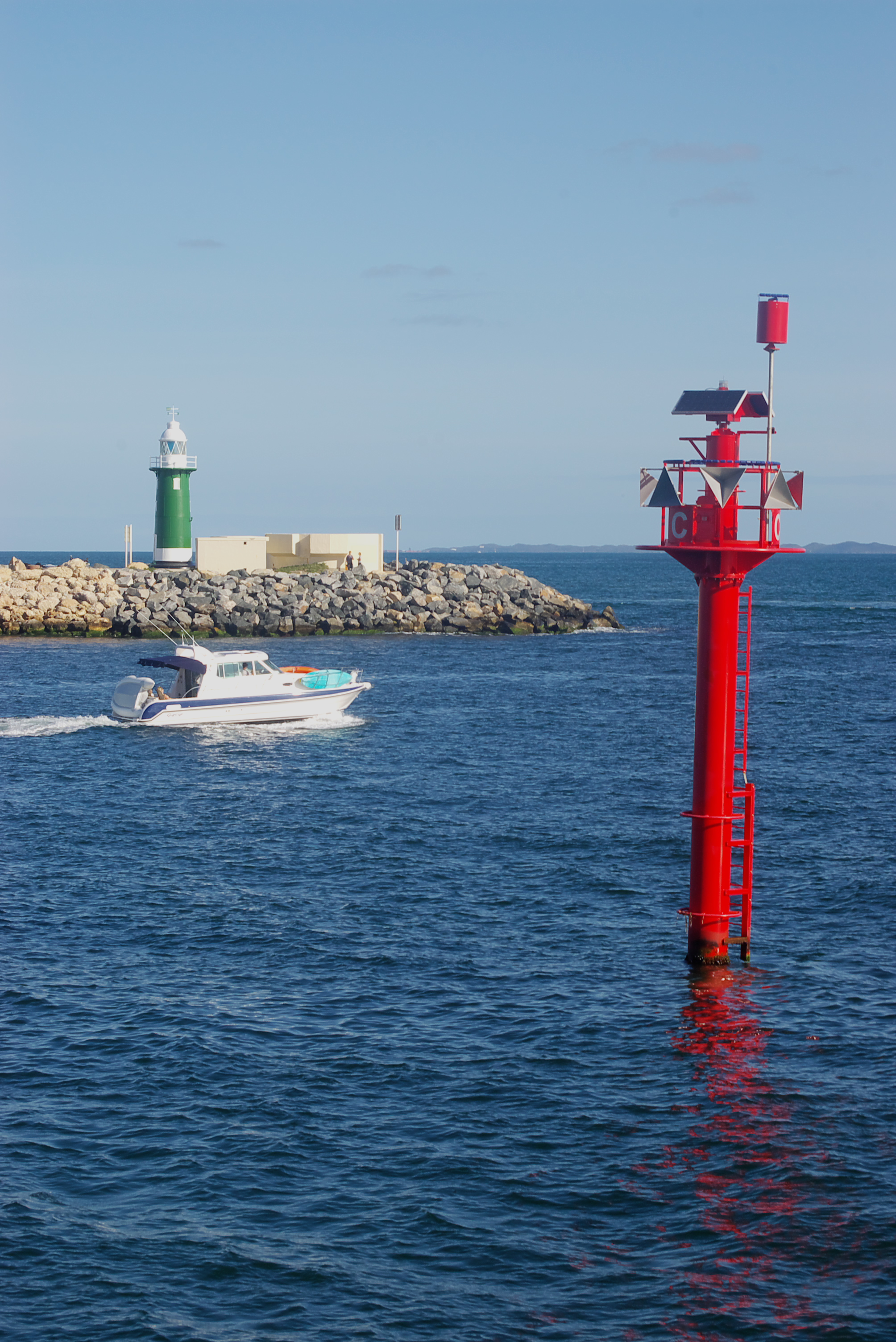
西澳大利亚天鹅河河口的费里曼图港湾外用来标记航道的灯塔和浮标

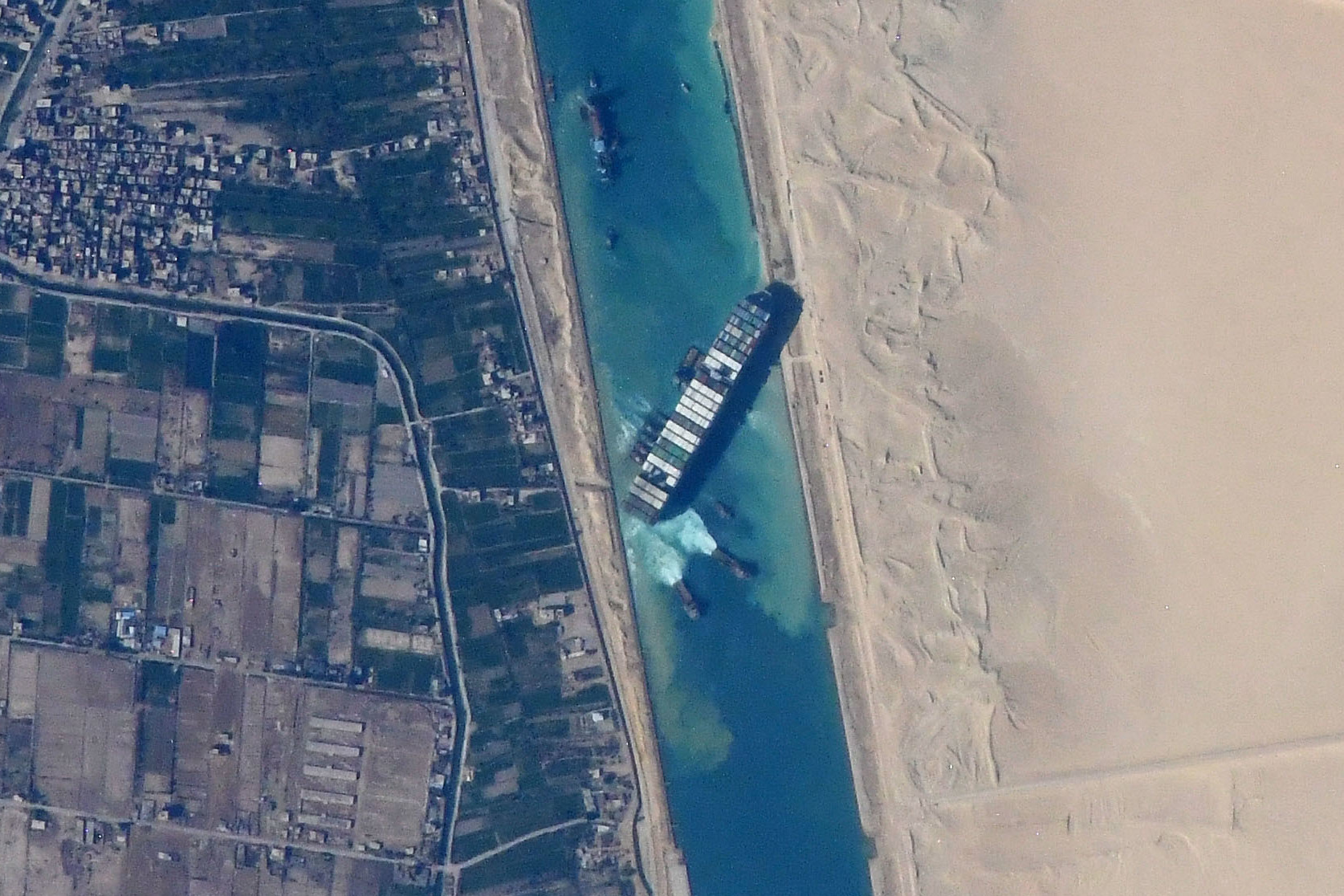
2021年苏伊士运河阻塞事件中水道因长赐轮的搁浅而完全丧失适航性

适航性（英語：navigability）是指一个水体（比如河流/运河、湖泊和海湾）适合船舶安全进出和航行的程度，常用指标为其水深、宽度和风浪大小。适航性相对较好的水体通常被称为水道，其中适合大型游轮和海运货船通行的水域称作航道。
适航程度通常根据所用船只的排水量和吃水深度来判断，在不考虑风浪和湍流的情况下，适合大船通行的水域基本上都也适合小船通行。通常的要求是水体底部最高的位置要能与船的龙骨保持足够距离，以避免船在颠簸时意外磕碰到水底的岩石、暗礁、淤泥、沉底的枯木或其它结构物（比如沉船）而发生触礁、倾覆和搁浅，或因为螺旋桨被水草、海藻或绳索等水下物体缠绕而发生动力丧失的事故。一些重要的水道为了防止此类事故发生，通常会布置永久性的浮标和灯塔来向过往船只指示适航的区域。一些有水位差的水道（比如被坝或堰截断的河流）则会设置船闸来保证船舶仍能通行。水深较浅但需要大船通行的水道则可以通过疏浚增加水深使其适航。
除了船的性质外，适航程度也会受季节和天气情况影响。比如内陆水体在降雨旺盛的汛季因为径流增加通常会更适合通航，而在旱季则可能会因为水位下降太多而不适合通航。此外在高纬度地区的水道在冬季会结冰，甚至在海面上都会形成海冰，如果不用破冰船将冰层撞开一条通道则完全无法航船；自由漂浮的冰山也会增加海难的风险而使得部分水域不利于通航。而在风暴频发的季节，许多水域也会因为风浪过大、事故风险太高而不适合通航。如果水道上方建有其它结构物（比如桥梁和架空电缆），则即使水够深也可能限制其适航性，因为如果船舶的上层结构高过结构物的净空高度则无法安全通过。此外水体的水文情况也很重要，流速过快或湍流过多（比如有漩涡形成)也都会影响适航性，因为船只（特别是自重较轻的小船）可能会因为水流的作用而偏离航线发生撞船事故。同一水域内其它船舶的密度和状况也会影响适航性，因为船周边通常要保持一定的安全距离以防被伯努利效应影响撞向岸边和其它船只，狭窄水道内如果有大型船舶航行或停泊可能会让平时可以通行的其它船舶难以安全通过。
水道的适航性会对其沿途地区的发展模式产生影响。比如上海港在历史上长期以来位于黄浦江沿岸，但黄浦江的水文情况并不利于大型海船进出停泊，有时不得不依赖趸船在长江口进行中流作业，使得上海的航运能力严重受限。这个问题最终的解决方案是将杭州湾内的小洋山岛填海改建成了洋山深水港，大型海船都在洋山港装卸货物，然后再通过长32.5（20.2英里）的东海大桥进行公路运输将洋山港的货运往上海的浦东新区——完全绕开了之前所用的黄浦江水域。